# David Zandén
David Arne Zandén, född 28 mars 1988 i Ödeborgs församling i dåvarande Älvsborgs län, är en svensk musiker och låtskrivare. 
David Zandén har studerat vid Birger Sjöbergsgymnasiet i Vänersborg, på Södra Vätterbygdens folkhögskola i Jönköping och på Kungliga Musikhögskolan i Stockholm, där han gått kandidatprogrammet i musikproduktion. Han är medlem av folktronica-bandet Wintergatan. Tillsammans med Isa Molin och Cornelia Jakobs skrev han låten Hold Me Closer som vann Melodifestivalen 2022 och framfördes av Cornelia Jakobs.